# مايكل بين
مايكل بين (بالإنجليزية: Michael Biehn) ممثل أمريكي من مواليد 31 يوليو 1956 ، وقد شارك في فيلم الشهير المبيد سنة 1984م .

## مواقع خارجية
- مايكل بين على موقع IMDb (الإنجليزية)
- مايكل بين على موقع روتن توميتوز (الإنجليزية)
- مايكل بين على موقع ألو سيني (الفرنسية)
- مايكل بين على موقع تيرنر كلاسيك موفيز (الإنجليزية)
- مايكل بين على موقع أول موفي (الإنجليزية)
- مايكل بين على موقع قاعدة بيانات الأفلام السويدية (السويدية)
- مايكل بين على موقع إن إن دي بي (الإنجليزية)
- مايكل بين على موقع قاعدة بيانات الفيلم (الإنجليزية)
- مايكل بين على موقع كينوبويسك (الروسية)
- Phoenix – Michael Biehn Archive
- Michael Biehn DVD & film information site نسخة محفوظة 20 يوليو 2011 على موقع واي باك مشين.